# Đavolja varoš
Đavolja varoš (srpski za „Vražje naselje”) je vrlo slikovit prirodni fenomen koji se nalazi na jugu Srbije, oko 90 km jugozapadno od Niša. Čine je 202 kamene figure koje su na južnim obroncima planine Radan nastale dugotrajnim i strpljivim radom prirode. Ovakve figure nastaju na rastresitom, ali čvrstom tlu (vulkanski tuf) na kome se nalazi kamenje veće veličine (andezit). U prvoj fazi su kiše i erozija između dva suha klanca, Đavolja jaruga i Paklena jaruga, urušile svu zemlju osim one ispod stijena koje svojom težinom sprječavaju njezino dalje osipanje. Tako su nastale piramide i/ili tornjevi. Druga faza je bila tzv. „završna obrada” u kojoj su prirodne sile (padaline i vjetrovi) još više istanjile piramide i tornjeve tako da su na kraju ostali pravilni stupovi s kamenim kapama, visine od 2 do 15 m, te promjera od 2 do 6 m u podnožju i 1-2 m na vrhu. Ove tvorevine nastaju relativno brzo djelovanjem erozije, ali isto tako znaju brzo i erodirati kad izgube svoju „zaštitnu kapu”. Zbog toga ju je i lokalno stanovništvo prozvalo „Vražjim gradom”, jer se vjerovalo kako su stupovi vragovi koji se bore za prevlast. Također, vjetar koji bruji između piramida stvara čudna mrmljanja, urlanja, uzdahe, škripu, koji su plašili lokalno stanovništvo stoljećima i uzrok su praznovjernim vjerovanjima. U blizini ove prirodne skulpture se nalaze i ostaci dvije stare crkve koje također svjedoče o bogatoj tradiciji i narodnim običajima ovog kraja, usko povezanih s ovim prirodnim fenomenom. 
Ovaj geomorfološki fenomen je jedinstven u Srbiji i vrlo rijedak u svijetu. U Europi ima sličnih pojava u Alpama, kao i u SAD-u (slavna „Bašta bogova”), ali su tornjevi Đavolje varoši znatno veći i postojaniji, te su samim tim najpoznatiji prirodni spomenik ove vrste u Europi. 
Pored kamenih tornjeva, Đavolja varoš je poznata i po dva izvora jako mineralne vode. Jedna je Đavolja voda, hladan i ekstremno kiseli izvor (pH 1,5) s visokom mineralizacijom (15 g/l vode), a nalazi se u Đavoljoj jaruzi. Crveno vrelo je drugi izvor (pH 3.5), s nižom mineralizacijom (4,372 mg/l vode). Ove vode su vrlo rijetke u svijetu i koriste se u liječenju toplicama, jer su izuzetno ljekovite, ali srbijanski znanstvenici upozoravaju da se voda s Đavolje vode ne treba upotrebljavati, jer nije dovoljno ispitana.
Do Đavolje varoši se stiže iz općina Kuršumlija, Bojnik i Lebane, ali je najlakši i najljepši način planinarenjem iz Lebana. 
Dana 18. ožujka 2002. godine Republika Srbija je nominirala Đavolju varoš za upis na UNESCO-ov popis mjesta svjetske baštine u Europi.

## Poveznice
- Göreme
- Tsingy de Bemaraha

## Vanjske poveznice
- Službene turističke stranice
- Virtualni obilazak panorame od 360°